# مورمانی
مورمانی (فنلاندی: Myyrmanni) یک مرکز خرید در حومه مورمکی شهر وانتا، فنلاند است. این مرکز در اوایل دهه ۱۹۹۰ ساخته شده و بیش از ۹۰ فروشگاه و ۱۱۰۰ فضای پارکینگ دارد. مستاجران اصلی این مرکز خرید عبارتند از کو-سیتی‌مارکت، پریسما، تکمانی، کلاس اولسون، یوسک، لیندکس، الکو و برگر کینگ.
از مرکز هلسینکی، مورمانی بهترین راه برای رسیدن به ایستگاه مورمکی، واقع در کنار مرکز خرید، با اتوبوس ۳۰۰ یا قطار پی (P) است. مورمانی محل بمب‌گذاری در ۱۱ اکتبر ۲۰۰۲ بود که در آن هفت نفر کشته شدند.

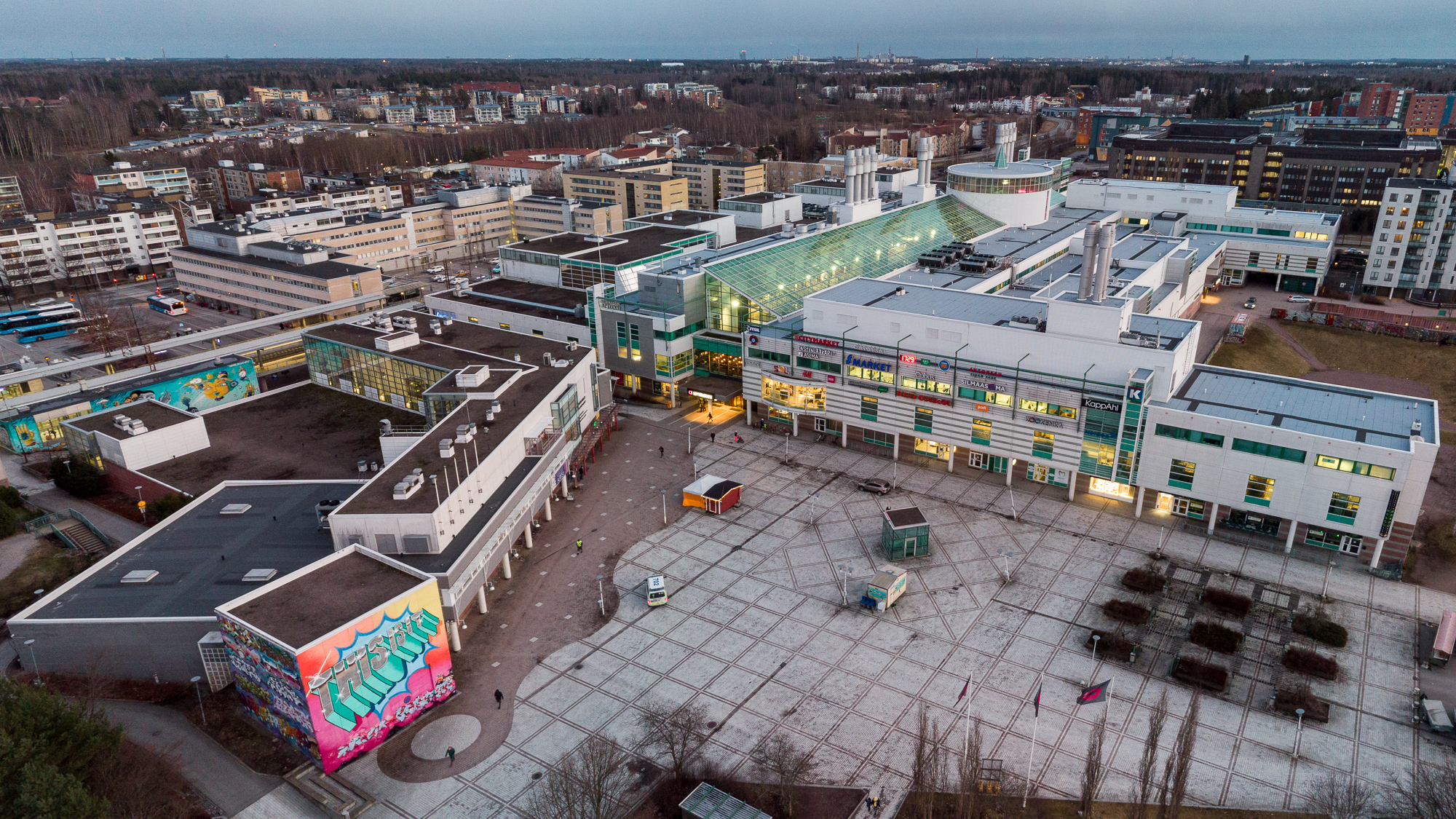
مورمانی در فوریه ۲۰۲۰

در سال ۲۰۱۰، این مرکز خرید تلاش کرد تا جریان مشتری به طبقه دوم را بهبود بخشد، زیرا صف‌هایی در آسانسورهای محوطه‌سازی وجود داشت و آسانسورهای فولادی خودرو نادیده گرفته می‌شدند. کونه آسانسورها را به تالار مشاهیر شخصیت‌های کمیک استریپ «شگفت‌انگیزان» تبدیل کرد. جذاب‌تر کردن آسانسورهای آنها برای عموم، مشکل جریان افراد را حل کرد. این مورد عملی از تفکر طراحی خدمات در ادبیات به عنوان نمونه‌ای از گسترش محصولات به خدمات استفاده می‌شود.